# 大分県医師会館

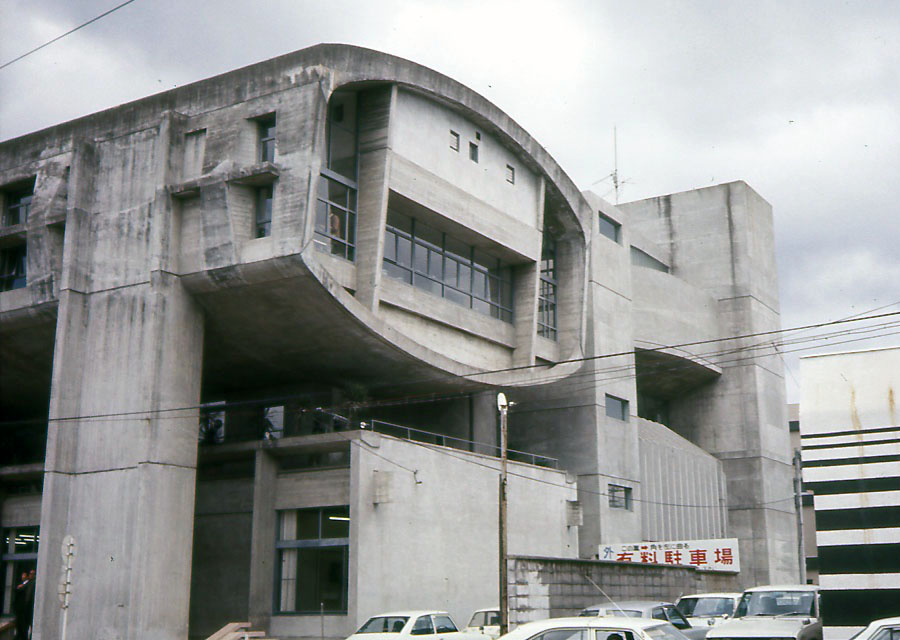
旧大分県医師会館
正面右手から。1975年撮影。

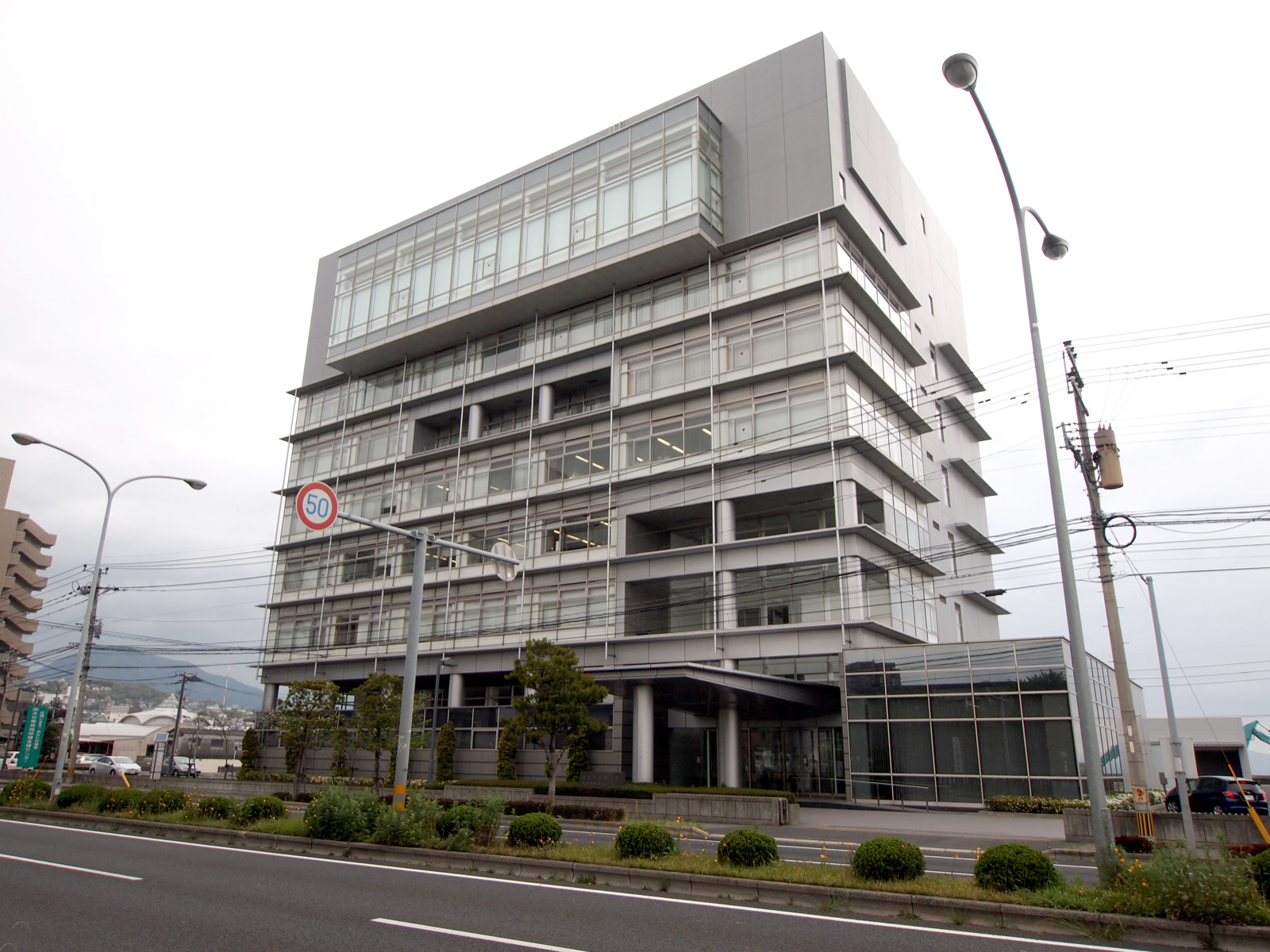
現大分県医師会館

大分県医師会館（おおいたけんいしかいかん）は、大分県大分市にある大分県医師会の研修・集会等のための施設である。
全国的に広く知られているのは、大分市出身の建築家磯崎新の設計によって1960年に竣工した旧大分県医師会館であるが、後述の通り、取り壊されて現存しない。現在の医師会館は1999年に竣工したものである。

## 旧大分県医師会館
大分県大分市荷揚町にあった旧大分県医師会館は、1960年に竣工した磯崎新の実質的な処女作であり、初期の代表作のひとつに数えられる。巨大なコンクリートのシリンダーを宙に持ち上げたようなダイナミックな造形であり、また、1972年に増築された新館は、磯崎の当時の所論である成長する建築を具現したものであった。
旧大分県医師会館は、大分県医師会の移転に際し取り壊されることとなったため、1998年から1999年にかけて日本建築学会等を中心に保存運動が展開された。この運動は、藤森照信、石山修武、六角鬼丈らによる講演会、吉武泰水、菊竹清訓、林昌二、黒川紀章、安藤忠雄、谷口吉生らの署名、ハンス・ホライン、アルヴァロ・シザ、リカルド・ボフィル、ハビエル・マリスカル、スティーヴン・ホールらからの解体に反対するファックスの送付等へと広がりを見せた。
大分市における磯崎新の建築作品の保存としては、旧医師会館に隣接する旧大分県立図書館をアートプラザとして保存、活用した例があったが、これとは対照的に、旧医師会館の保存運動は結局実らなかった。旧医師会館は1999年3月から解体工事が行われ、跡地は駐車場として使用された後、大分市保健所が建設され、2008年から使用されている。